# Veilside
VeilSide Co., Ltd. ist eine japanische Automobil-Tuningmanufaktur mit Hauptsitz östlich des Tsukuba Circuit in Tsukuba, Ibaraki nordöstlich von Tokio und einem Nebensitz in Paramount, Kalifornien südlich von Los Angeles. Sie wurde im September 1990 von Yokomaku Hiranao gegründet. Aus dessen Familiennamen  entstand auch der Unternehmensname (Firma), da „maku“ aus dem Japanischen ins Englische übersetzt Veil (dt. Schleier) und „yoku“ Side (dt. Seite) bedeutet. VeilSide bedeutet also frei übersetzt „Schleierseite“.

## Geschichte

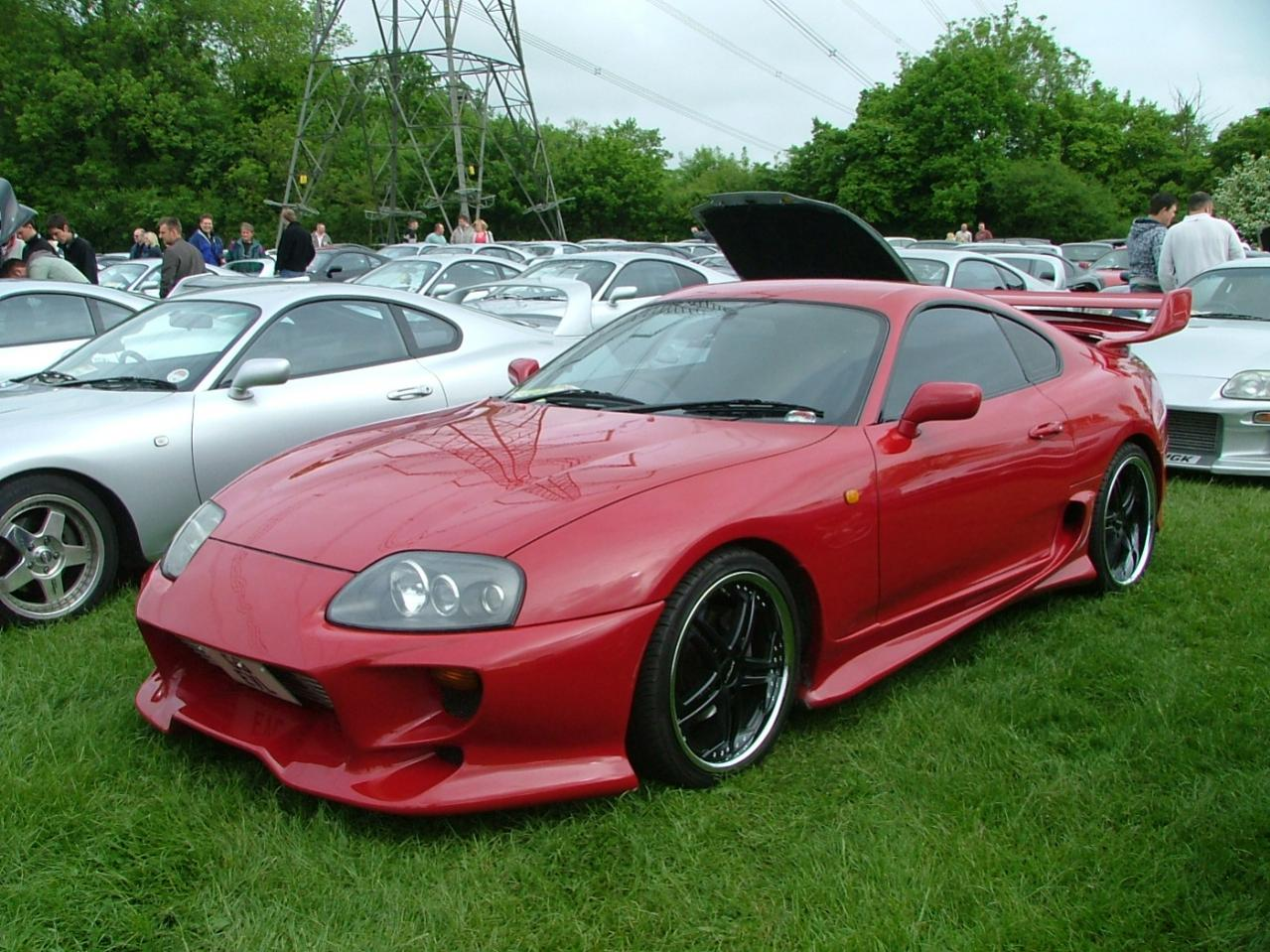
Toyota Supra mit Veilside-Kit

Zu Beginn widmete sich das Unternehmen allein Performance-Produkten, also Motor-, Fahrwerks- und Gewichtsreduktionsteilen für vorwiegend japanische Fahrzeuge. Beim Tokyo Auto Salon 1991 gewann ein Kundenfahrzeug mit vielen Modifikationen aus dem Hause gleich mehrere Trophäen.
Heute ist VeilSide einer der renommiertesten markenungebundenen Tuningunternehmens in Japan und den USA sowie Ausrüster für die japanische Driftmeisterschaft D1GP. Für diverse Fahrzeuge aus Europa und den USA bietet VeilSide ebenfalls Modifikationen an. Für den freien Markt produziert das Unternehmen hauptsächlich Karosserie-Umbauteile, sogenannte Bodykits, für den Straßen- und Renneinsatz, sowie Felgen, Sportsitze und sonstige sportliche Innenausstattung.
Sehr prägnant stechen die extremen Karosseriemodifikationen des Hauses hervor. Die als „VeilSide Fortune“ benannten Bodykits verändern die Außenlinie des jeweiligen Fahrzeugs so grundlegend, dass die Autos wie Modelle einer unbekannten Marke aussehen. Gute Beispiele sind der VeilSide Fortune Mazda RX-7 und der Veilside Fortune Honda NSX. Der Mazda RX-7 spielte auch eine der Automobilen Hauptrollen im Film The Fast and the Furious: Tokyo Drift. In einigen Sequenzen des Films war auch ein gelber Honda NSX mit dem Veilside Fortune-Bodykit zu sehen.
Der Umbausatz für den Mazda umfasst insgesamt 19 Einzelteile, zu denen eigens für dieses Bodykit angefertigte Scheinwerfer und eine Heckscheibenabdeckung gehören, die das Heck des Fahrzeugs noch radikaler erscheinen lässt.
VeilSide schuf 2008 das Premium-Label „Premier 4509 Limited“ für die Marken Aston Martin, Bentley, Ferrari und Lamborghini.

## VeilSide im Film
The Fast and the Furious
- Mazda RX-7 (Bodykit „C2“) von Dominic Toretto (Vin Diesel)

2 Fast 2 Furious
- Honda S2000 (Bodykit „Millenium“) von Suki (Devon Aoki)
- Toyota MR-S (Bodykit „Fortune 03“) vermutlich von Jimmy (Jin Auyeung)

The Fast and the Furious: Tokyo Drift
- Mazda RX-7 (Bodykit „Fortune“) von Han (Sung Kang)
- Nissan 350Z (Bodykit „Version 3“) von Takashi (Brian Tee)
- Mazda RX-8 (Bodykit „D1-GT“) von Neela (Nathalie Kelley)
- Honda NSX (Bodykit „Fortune“) ohne besetzte Rolle